# 学校造園
学校造園（がっこうぞうえん）とは、学校の敷地周辺・外部空間・エクステリアに施される造園/ランドスケープ。その造園修景は学校敷地周囲などの並木・植栽や花壇から体験を目的としたスクールガーデン（教材園、小中学校等の所有する体験実習園、農業大学・大学農学部・農業高等学校規模の農業実習園）、学校ビオトープ、校舎壁面緑化もしくは屋上等の緑化、校庭の芝生化などまで、さまざまである。

## 意義
『造園技術大成』7.3 学校造園（第2版、養賢堂、1988年）で簑内捷之によると、学校造園の意義については、まず教育の環境とその利用をいかにするかが基本的な問題としている。教育の環境すなわち敷地といった把え方から、当然校庭整備あるいは緑化という即物的な方法論がまず展開されようというが、じっさいはもっと広い教育の場を造園は舞台にしており、それは精神的な空間でもあるはずであるという。なぜならば、人間は必らず皆一度は児童生徒として校門をくぐり、その造園的空間の影響をこうむりながら、人生を経験するからであるとしている。いままで学校という所を教育と学習の場だけに限り固定した環境と考えてきた。しかし、同時に今後は家庭社会など敷地外のことも、学校造園の範囲に入れて考えねばならなくなっているというが、結局それは孤立したものではなく、地域社会および現代との連続の中にこそ、人と諸施設が生きいきと活動し、価値が表われるからにほかならないとしている。
簑内は子供の成長にとって学校造園は経験の媒体であるとみている。そして学校内においてこそ、意図的系統的に学習活動ができるのであり、高校生になれば「社会生精神生活時代」 となるので、造園に対しては 実習 (労作) 作業に肉体上からも参加できるようになり、その作業も計画→実施→反省という論理的思考が加えられるようになり、友達と力を合わせて、単に学校造園地を以前通り利用するだけでなく、協調して創造的なより良い内容を求めるようになるという例をあげて見解を示している。
ほかに学校の教材園に大豆を描いた小学生は、発芽の様子を目で確め 「播いた大豆」は二つに開いて、茎について地上に出ることを発見するであろうし、また同様に校外すなわち家庭・社会でもこれを発見することも事実であるけれども、学校造園地の利用は子供の成長に応じて探化し、変容して行くとしている。